# Natya Shastra
NATYASHASTRA, ORIGINEA TEATRULUI INDIAN
Cea mai veche scriere despre dansul clasic indian este atribuită înțeleptului Bharata. Se spune că el ar fi dăruit lumii Natyashastra. Înțeleptul Bharata a primit Natyasastra de la zeul Brahma care, la rugămintea zeilor, a alcătuit a cincea Veda spre folosul tuturor castelor deoarece Vedele nu puteau fi ascultate de către cei din casta sudra. Cunoscătorul-Tuturor-Principiilor a luat cele patru Vede și a alcătuit Natyaveda, considerată a fi cea de-a cincea Veda: din Rigveda a luat declamația (pathya), din Samaveda a luat muzica (geeta), interpretarea actoricească (abhinaya) a luat-o din Yajurveda și sentimentul (rasa) din Atharvaveda. Astfel a fost creată Natyaveda și ea urma să fie transmisă ,,acelora…ce sunt înzestrați, dibaci, maturi și deprinși cu truda”. Inițial această Veda trebuia să fie primită de zei dar Indra, supranumit Shakra-cel puternic, a intervenit în favoarea oamenilor, afirmând că numai rișii, cei ce-și păstrează neclintiți legămintele, sunt în stare s-o primească, s-o păstreze și s-o pună în aplicare. Brahma a hotărât atunci că Bharata, împreună cu cei 100 de fii ai săi, să fie înfăptuitorul Natyavedei.
Natyashastra a fost alcătuită la rugămintea zeilor deoarece aceștia își doreau ,,un fel de divertisment destinat văzului și auzului”. Aceasta este prima definiție a teatrului din Natyashastra. El este definit mai întâi a fi Kridaniyaka, ,,obiect de divertisment, amuzament”. Drsyam (vizualitatea) și Sravyam (audibilitatea) sunt celelalte două atribute fundamentale ale oricărei performanțe dramatice și, totodată, cele două mari categorii în care esteticienii indieni împart artele. Teatrul îmbină artele văzului cu cele ale auzului:
,,Dintre toate daniile rânduite în lege, aceasta aduce cea mai mare roadă (ascultarea acestrei shastra-n.a) căci dăruirea unui spectacol este cel mai prețuit  dintre toate darurile”.                       Cap.28 Natyashastra
,,Zeii nu sunt niciodată atât de mulțumiți de venerarea cu tămâie și ghirlande, pe cât sunt de încântați de prezentarea spectacolelor de teatru aducătoare de noroc și prosperitate”.                      Cap. 29-Natyashastra
,,Cel ce ocrotește și cinstește muzica și teatrul așa cum se cuvine, va atinge fericita țintă supremă a celor aflați sub stăpânirea zeului Ganesha”. 
Cap.30- Natyashastra
LIMBAJUL DANSULUI ÎN NATYASHASTRA
NRITTA
Aspectul nritta al dansului clasic indian este perfecțiune, puritate, formă abstractă de dans care, pentru a prinde viață, depinde de ritm, tempo, atitudinea corpului și acompaniamentul muzical. Este fără subiect, fără poveste; în nritta nici unul din gesturile sau mișcările mâinilor sau picioarelor nu transmite vreun mesaj specific, nu are vreo însemnătate. El reprezintă un dans pur tehnic, forța lui stă în veselie și pitoresc iar extazul artistic pe care îl provoacă spectatorului derivă din pozele în care rămâne dansatorul din timp în timp și din mișcarea complicată a picioarelor, totul fără nici un conținut tematic. Cu alte cuvinte, nritta este o înșiruire de mișcări ritmice, abstracte, dar de o perfecțiune și de o puritate nemaiîntâlnită.
NRITYA
Acest aspect al dansului este realizat pentru a transmite un înțeles, un mesaj sau o idee bine definite. În esență, el este expresiv și caracterizat de rasa, bhava și sugestii; conturează propria viață a dansului prin mișcările ritmice ale trupului și brațelor, la care se adaugă expresiile feței. Dansatorul este interesat să comunice mesajul sau povestea; el face tot posibilul să se facă înțeles folosindu-se de abhinaya-interpretare dramatică. Această combinație dă consistență poveștii, transmițând sau sugerând ideea conținută de aceasta. Tehnica fundamentală abhinaya în nritya este aceeași cu cea din natya: dansatorul își folosește trupul și mișcările brațelor, combinate cu muzică și narațiune literară, urmărind să creeze spectatorilor imaginea unei idei sau să transmită un mesaj ori o poveste. Aici intervine tema, compoziția literară așezată pe muzică, în care dansul reprezintă o înșiruire de interpretări. Subiectul în nritya poate fi epic, istoric, erotic sau religios.
Așadar, nritya relatează o poveste cu ajutorul mișcărilor ritmice, fiind un dans cu mimă, abhinaya și temă.
NATYA
Al treilea aspect al dansului clasic indian combină cuvântul vorbit cu ceea ce în nritya se numește expresie facială, gesturi ale trupului și ale mâinilor. Elementul dramatic, în forma cuvântului vorbit, face ca dintre cele trei categorii, natya să fie cea mai ușor de înțeles.
Natya folosește toate elementele abhinaya: angika, sattvika, vachika și aharya.
Angika abhinaya (gestuală) folosește mișcări ritmice ale trupului și ale brațelor, în timp ce sattvika abhinaya (temperamentală) abundă în expresii faciale variate ce reflectă influența reciprocă a emoțiilor și sentimentelor. Cuvântul vorbit, sub forma dialogului sau cântecului, alcătuiește vachika abhinaya (verbală). Aharya (extrinsecă) utilizează costume expresive, podoabe bogate și alte accesorii scenice menite să ușureze performanța scenică a dansatorului.
De notat că Bharata folosește în Natyashastra termenul ,,natya” pentru a desemna împreună dansul și acțiunea, ca executare a piesei. Dansul și drama (teatrul) sunt văzute ca elemente interdependente, și se presupune că un actor trebuie să fie un dansator desăvârșit, la fel cum un dansator trebuie să fie un actor desăvârșit. Principiile și tehnica dansului sunt aceleași cu ale dramei, dansul formând o parte inseparabilă a dramei și acțiunii. Bharata concepea acestea ca două aspecte ale aceluiași întreg. Prin urmare, Natyashatra este o lucrare a ambelor, acțiune și dans. Diferitele fațete ale dramei au puncte intime de contact cu cele ale dramaturgiei sau acțiunii; folosesc cuvântul ,,natya” ca un termen comun pentru ambele, acțiune și dans.
TANDAVA ȘI LASYA
Aspectul nritya al dansului clasic indian este divizat în două părți: tandava și lasya. Tandava indică aspectul violent și masculin al dansului - este masculin prin excelență și puternic; oricum este un nume generic și în nici un caz nu înseamnă că trebuie dansat de un bărbat singur, întrucât se referă la un anume fel de dans și nu la dansatori, bărbați sau femei. O dansatoare poate excela în tandava precum un bărbat poate excela în lasya.
Tandava este asociat cu Shiva, distrugătorul, în timp ce lasya este asociat cu Parvati, soția  lui Shiva. Tandava este, în general, reprezentat ca un omagiu adus zeilor cu ocazia adorării lor; lasya, dimpotrivă, opus masculinului și furtunosului dans al lui Shiva și al discipolilor săi, reflectă emoțiile gingașe ale dragostei. Evident, se spune că autoarea dansului este Parvati; ea l-a învățat de la Usha, fiica lui Vana și soția lui Anirudha. Lasya este caracterizat prin mișcări ritmice, calme, gingașe, delicate, muzică și emoții juxtapuse peste violentul, orgiasticul și sălbaticul dar sublimul tandava.
Spre deosebire de muzică, dansul clasic indian s-a schimbat foarte puțin de-a lungul secolelor și dansatorii realizează recitalurile lor în acord cu preceptele tradiționale descrise de Natyashastra.
Dansul indian implică întregul corp al artistului; ochii, brațele, mâinile, degetele, gâtul, mijlocul, picioarele și labele picioarelor sunt de importanță vitală și trebuie să fie bine controlate; trebuie folosite ritmic pentru a putea interpreta și reprezenta o idee sau o poveste. Nandikeshvara, în faimosul său Abhinaya Darapana (Oglinda gesturilor), descriind înfățișarea fizică a dansatoarei, spune: ,,dansatoarea (nartaki) trebuie să fie foarte drăguță, tânără, încântătoare, agreabilă, cu sâni plini, încrezătoare în sine, măiastră în pași și ritm, expertă în gesturile mâinilor și trupului, grațioasă în atitudine, cu ochi larg deschiși, capabilă să urmărească cântecul, instrumentele și ritmul, împodobită cu  podoabe prețioase, cu o față încântătoare ca a unui lotus, nici foarte grasă, nici foarte slabă, nici foarte înaltă, nici foarte scundă”. Dansatorul trebuie să fie ,,chipeș, cu vorba dulce, educat, capabil, elocvent, de familie bună, cunoscător în domeniile artei și științei, cu voce dulce, cunoscător în muzica vocală, muzica instrumentală și dans, încrezător în sine și cu prezență de spirit.”
După Natyashastra, Abhinaya Darapana a lui Nandikeshvara este cea mai importantă lucrare de dans indian.